# アド・バード
『アド・バード』は、椎名誠によるSF長編小説。『水域』『武装島田倉庫』と共に椎名SF3部作に数えられる。小説誌『すばる』に1987年9月から1989年12月まで連載され、1990年3月に集英社より刊行された。同年、第11回日本SF大賞を受賞した。

## あらすじ
K二十一市に住む青年、安東マサルとその弟菊丸は、行方不明となった父が生きていることを知り、マザーK市への旅へ出る。世界はターターとオットマンの両陣営による改造生物を使った広告戦争により荒廃しており、市外を一歩出たところには、何もかも分解して土に変えてしまう科学合成虫ヒゾムシ、鉄を食いつくすワナナキ、触手を持った動く絨毯のような赤舌、そして鳥文字を作ったり人語を話す広告用の鳥アド・バードといった、珍妙不可思議な生物たちがうごめく危険な時代だった。道中で出会ったキンジョーという名の生体アンドロイド（ズルー）と共に、兄弟はマザーK市へ向かう。

## 用語

### 生物
アド・バード
群れをなして文字を作る、宣伝用に改造された鳥。群れをつくらず、人に直接セールスを行うものは「メッセンジャー・バード」と呼ぶ。
インドカネタタキ
宣伝用に改造されたホタテザル。白い毛を持ち、堅いものを叩きながら隊列をなして歩く。
ヒゾムシ
長さ0.8ミリ、幅0.5ミリぐらいの線虫。集団となって生物を呑み込む。
ワナナキ
鉄錆を食い、酸を出して鉄を腐蝕させる。ギュルギュルといった音をたてる。刺された時に痺れることから「デンキ虫」とも呼ばれる。
赤舌
赤色をした絨毯のような生物で細い触手を持つ。ヒゾムシなどを食う。キレエチレンガスのような臭いを放つ。成長すると、超高速で移動し、宣伝生物を食う「地ばしり」や「海ばしり」になる。
スナキリ
地表近くを移動し、ラッパのような口で人に噛みつく。

## 解説
この作品の原案は初め、1972年に椎名の友人目黒考二の個人誌『SF通信』（後の『本の雑誌』）の別冊特集号のために書いた、30枚足らずの『アドバタイジング・バード』という作品であった。
『別冊SF通信』に書いた4年後に椎名は、自分の編集している流通業界専門誌『月刊ストアーズレポート』に小売業の宣伝合戦の未来を描いた『クレイジー・キャンペーン』という小説を書き、そこにデパートの屋上に鳥文字を書くメッセンジャーズ・バードを登場させた。
それから2、3年後、創刊間もないSF雑誌『奇想天外』の懸賞小説へ応募するために『アド・バード』というタイトルで100枚の小説を書いたが落選した。この作品では鳥自身が主人公だった。
集英社の文芸誌『すばる』から小説連載の依頼があった時、椎名はこの『アド・バード』を書かせてもらうよう編集者に頼んだ。当初1年だった連載予定は半年延長されたが、それでも終了せず、結局2年6か月の長期にわたった。この結果、全850枚で作者の最長の小説となった。
目黒曰く、この作品はブライアン・オールディスの異様な植物が蔓延る未来の地球を描いた小説『地球の長い午後』を椎名なりに描いたオマージュであるという。
後にアニメ化の話もあったが、制作は中止された。中止後にはアニメーション監督の小林治が個人サイト内でアニメ化の意思を表明していたが、2021年に死去したことでこちらも実現はしなかった。